# Kukulla

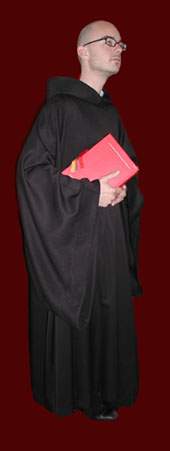
Szerzetes kukullában

A kukulla (latin: cuculla = csuklya ) hosszú, csuklyás ruha, széles ujjal. A Szent Benedek reguláját követő monasztikus szerzetesek bőszabású kórusruhája. Ma elsősorban a katolikus és anglikán szerzetesek viselik, amikor liturgikus istentiszteleten vesznek részt.
Színe a bencéseknél fekete, a cisztercitáknál, trappistáknál fehér.
Ma az egyszerűbb szabású csuklyás albát is kukullának nevezik, ez lehet lelkipásztori kisegítők liturgikus ruhája is.
A középkor végén a latin cuculla szóból alakult ki a magyar csuklya (chwklas).